# Miss Kittin
Miss Kittin, pseudonimo di Caroline Hervé (Grenoble, 16 luglio 1973), è una disc jockey e cantante francese.

## Biografia
Miss Kittin inizia ufficialmente la sua carriera da DJ nel 1994, supportata dall'agenzia Tekmics Booking Agency, che la porta a suonare anche al di fuori dei confini francesi, a Mosca e a Chicago. Nel 1996 si trasferisce a Ginevra, dove si unisce alla Mental Groove Records. Nel 1998 a Marsiglia conosce DJ Hell, che la scrittura per la sua etichetta discografica International DeeJay Gigolo Records: sotto tale label stampa il suo primo EP, Champagne, realizzato in collaborazione con The Hacker. Sempre in collaborazione con The Hacker produce altri EP e nel 2001 stampa il suo primo album, First Album, che lancia definitivamente Caroline alla ribalta nella scena Electroclash.
Negli anni successivi collabora con Felix da Housecat, Sven Väth e le Chicks on Speed per alcuni singoli e si trasferisce a Berlino, dove lavora per la Mute Records. Nel 2002 pubblica l'album Or, sempre con The Hacker, mentre nel 2004 con l'album I Com inizia la sua carriera da solista; lo stesso anno Miss Kittin crea la sua label, la Nobody's Bizzness, con la quale pubblicherà i successivi lavori Batbox (2008) e Two (2009), dove torna a collaborare con The Hacker.

## Discografia

### Singoli
- 1998: 1982 (con The Hacker)
- 2000: Frank Sinatra (con The Hacker)
- 2001: Silver Screen Shower Scene (con Felix da Housecat)
- 2001: What does it feel like? (con Felix da Housecat)
- 2001: Je t'aime... moi non plus (con Sven Väth)
- 2002: Madame Hollywood (con Felix da Housecat)
- 2002: Rippin Kittin (con Golden Boy)
- 2003: Autopilot (con Golden Boy)
- 2003: Stock Exchange (con The Hacker)
- 2003: The Beach (con The Hacker)
- 2004: Professional Distortion
- 2004: Requiem for a Hit
- 2005: Happy Violentine
- 2007: Hometown / Dimanche (con The Hacker)
- 2007: Kittin is High
- 2008: Grace
- 2009: PPPO (con The Hacker)
- 2009: 1000 Dreams (con The Hacker)
- 2009: Party in my Head (con The Hacker)
- 2011: All you need

### Album
- 2001: First Album
- 2003: Or
- 2004: I Com
- 2008: Batbox
- 2009: Two
- 2013: Calling from the stars
- 2013: Where is Kittin?
- 2018: Cosmos
- 2022: Third album